# Grete Stern

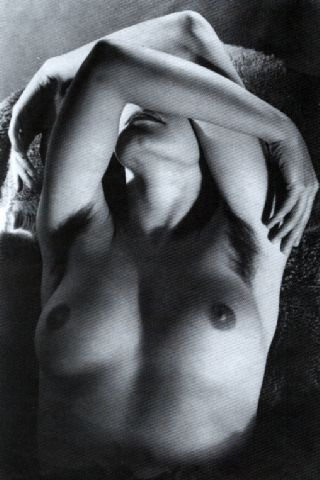
Desnudo III, 1946.

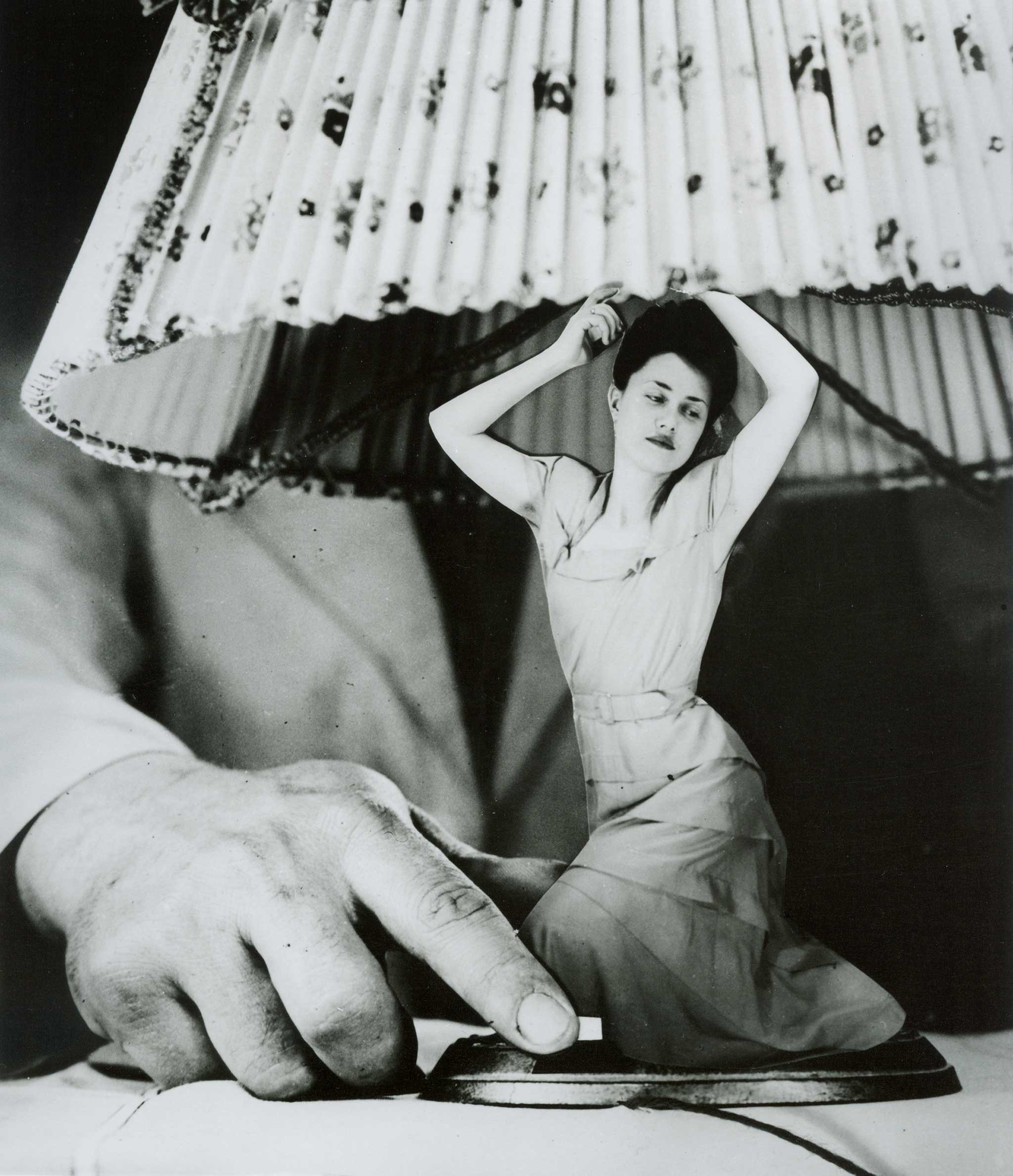
Artículos eléctricos. Fotomontaje, 1950.

Grete Stern (Elberfeld, Alemania, 9 de mayo de 1904 - Buenos Aires, Argentina, 24 de diciembre de 1999) fue una diseñadora y fotógrafa alemana nacionalizada argentina, alumna de la Escuela de la Bauhaus.

## Biografía
En la década de 1930, trabajó con Ellen Rosenberg. Más tarde, tras la llegada de Hitler al poder, tuvo que emigrar debido a su origen judío y su ideología de izquierda. Su destino inicial fue Londres, donde abrió un estudio en 1934, pero afianzada su relación con Horacio Coppola, fotógrafo argentino con el que había estudiado en la Bauhaus y con quien finalmente se casó, su destino final fue junto a él, en Argentina, país al que llega en agosto de 1935, y donde ambos dejaron la mayor parte de su legado fotográfico. Grete se consideraba a sí misma argentina, y en 1958 adoptó esta nacionalidad.
Cuando Grete Stern y Horacio Coppola llegan a Buenos Aires, exhiben sus trabajos fotográficos en los salones de la Editorial Sur, invitados por su directora, Victoria Ocampo. Esta muestra, según el historiador Luis Priamo, se considera hoy retrospectivamente, como la primera exposición de fotografía moderna realizada en el país.
Fueron ambos participantes del Foto Club Argentino, entidad fundada en noviembre de 1936, en un salón cedido por el Diario La Prensa.
Su casa familiar en Buenos Aires fue un punto de encuentro de intelectuales. Entre las amistades que la frecuentaban estuvieron figuras como Pablo Neruda, Jorge Luis Borges, Renate Schottelius, Clement Moreau, etc. Algunas de las personalidades internacionales a las que retrató fueron Bertolt Brecht y Jorge Luis Borges.
Ya divorciada, permaneció en Argentina. Viajó por este país sudamericano y conoció a la escasa, pero todavía existente población indígena, a la que fotografió y con la que se involucró de modo especial. Llegó a ser profesora de fotografía  en la Universidad de Resistencia en la Provincia del Chaco y se dedicó a los problemas sociales de la comunidad originaria de esa zona.
En 1961, realizó la fotografía de Clementina, la primera computadora para fines científicos de Argentina, al ser  contratada por la Universidad de Buenos Aires para hacer un relevamiento fotográfico de la universidad.
En 1982 recibió el Premio Konex - Diploma al Mérito como una de las 5 mejores fotógrafas de la historia en la Argentina.
En 1985, debido a una dolencia ocular, abandonó la fotografía.

## Obra
Con una clara vocación y una real experiencia fotográfica, accedió a la Escuela de la Bauhaus de la mano de su profesor Walter Peterhans. 

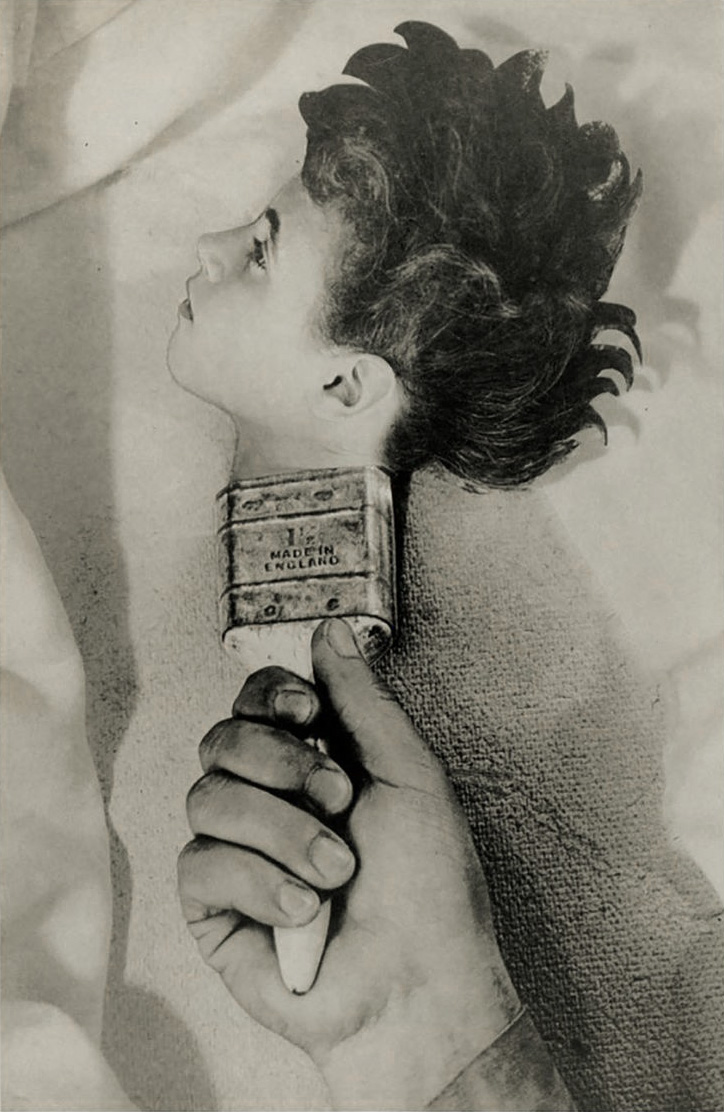
Sueño No 31, Grete Stern

Sus obras de la serie "Sueños", de carácter onírico y ejecución surrealista, muestran con nitidez su impronta vanguardista. Este trabajo incluye 150 fotomontajes realizados entre 1948 y 1952 que ilustraron una columna de la revista femenina "Idilio". Las obras, en las que se ilustran los "sueños" de las mujeres, ironizan el contenido de la columna, por lo que se considera una obra de perspectiva feminista en contradicción con la línea editorial de la propia revista. Stern fue la primera fotógrafa latinoamericana en abordar los problemas de la mujer mediante la fotografía y más precisamente, a través del fotomontaje.
También son de gran sensibilidad, al igual que sus retratos, sus imágenes documentales, sus reportajes urbanos sobre Buenos Aires o sobre los indígenas argentinos.

## Libros
- Buenos Aires, publicado por Peuser en 1953.  (Fotografías realizadas entre 1952 -1953,  para el cual tomo alrededor de 1500 fotografías del paisaje urbano y las costumbres porteñas).[12]
- Aborígenes del Gran Chaco. Fotografías de Grete Stern, editado por Fundación Antorchas y Fundación CEPPA, en 2005.[13]

## Exposiciones (Selección)
- 1985: La photographie du Bauhaus, Museo de Arte Contemporáneo de Montreal (Canadá)
- 1998: Arte Madí (Colectiva), Museo Extremeño e Iberoamericano de Arte Contemporáneo MEIAC, Badajoz (España)
- 2001: Sueños, Presentation House Gallery - PHG, North Vancouver, BC (Canadá)
- 2003: Arte Abstracto Argentino (Colectiva), Fundación Proa, Buenos Aires (Argentina)
- 2005: Culturas del Gran Chaco (Individual), Fundación Proa, Buenos Aires (Argentina)
- 2011: Los sueños 1948 - 1951 (Individual), Museo de Arte Latinoamericano de Buenos Aires (Argentina)